# 554317 Rorywoodhams
554317 Rorywoodhams è un asteroide della fascia principale. Scoperto nel 2012, presenta un'orbita caratterizzata da un semiasse maggiore pari a 3,0680223 au e da un'eccentricità di 0,0637582, inclinata di 9,51492° rispetto all'eclittica.